# ريمشينج
ريمشينج (بالألمانية: Remchingen) هي مدينة وبلدة ألمانية تقع في ألمانيا في منطقة إنتس. يقدر عدد سكانها بـ 12,055 نسمة.